# Hans Riesel
Hans Ivar Riesel (Stoccolma, 28 maggio 1929 – 21 dicembre 2014) è stato un matematico svedese.
Nel 1957 scoprì il diciottesimo  numero primo di Mersenne conosciuto. A lui si deve la scoperta dei numeri di Riesel.